# 水杨梅
水杨梅（学名：Homonoia riparia）为大戟科水杨梅属下的一个种。

## 延伸阅读
[在维基数据编辑]
 《欽定古今圖書集成·博物彙編·草木典·水楊梅部》，出自陈梦雷《古今圖書集成》